# 藤堂平助
藤堂 平助（日语：／ Tōdō Heisuke，1844年（弘化元年）—1867年12月13日（慶應3年11月18日）），為新選組第8隊組長。后來成為御陵衛士（高台寺黨）。
藤堂是一個直性子的人，並且是名尊王攘夷思想的追隨者。擁有典型的江戶人性格（此說法來自御陵衛士同志鈴木三樹三郎），在學問和武術方面也都有所成就。正因為有著從江戶所培育出來的灑脫不羈的個性，所以也被描述成是名「品行差但性格堅毅的人」。另外也傳聞他是個身材矮小但相貌俊美的男子。

## 藤堂和泉守的私生子？
出生於武藏国江戶。諱宜虎。根據永倉新八的同志連名記的記載和當時在京都的流言，傳言藤堂是伊勢・津藩主藤堂高猷的私生子，但真相不明。也有他是津藩的支藩伊勢久居藩家老藤堂八座之子的傳言。藤堂的通稱「平助」是只有藤堂家功臣才能傳承的名字。另外藤堂的佩刀為上總介兼重，而兼重也是藤堂家的私用刀匠。由於上總介兼重這種刀不是一般浪人所能拿到的便宜刀（目前如有保留下來，市值約一千萬日圓以上），因此這一方面，其為藤堂家私生子的可能性相當高。

## 「一馬當先」先生
藤堂是近藤勇的道場試衛館以來的元老隊士（新選組顛末記記載），是當時創設新選組的同志之一。
藤堂雖然身材嬌小，卻是一名美男子而且勇猛果決。初期由於劍術了得和沖田總司、永倉新八等人一起被叫作近藤四天王，據說在市內巡邏時經常一馬當先。「一馬當先」先生之名就源自於此。
不過他有著和重視禮節相反的一面，就是品行相當差勁。從試衛館時代，近藤就一直很注意他的品行，而且也有因為藤堂的品行漸漸變差而遭到近藤疏遠的記錄。
在新選組時期，沒有什麼特別突出的表現。曾說自己學過北辰一刀流，而且注重禮節的藤堂也在局內負責處理接待客人的工作。
池田屋事件時，藤堂因為疏忽大意摘下頭上的護具而遭人砍傷額頭。但雖然負傷，還是繼續奮戰（為新選組中最初攻入池田屋裡的四人中的其中一人），他的佩刀還因此變得破破爛爛，刀鍔也出現無法修補的裂痕。事件之後，與近藤勇、土方歲三等人被幕府賞賜獎金（也有他們怎麼樣也不肯收下這筆錢的說法）。
元治元年11月、新選組在江戶進行大規模隊士募集活動。藤堂十分積極的前往江戶募集志願者。經由當時出入在伊東道場的加納的證述，藤堂在9月初旬來到道場邀請伊東大藏入隊。這個道場的主人伊東大藏（之後的甲子太郎）也因此在入隊後與藤堂有親密的往來。

## 御陵衛士
此時，藤堂的命運迎來了重大的轉折。
慶應元年的2月。發生了從新選組創設時代就在的同志，兼北辰一刀流的同門、總長山南敬助的脫逃・切腹事件（也有一說是山南根本就沒有想脫逃的意思）。
不清楚此事是否對於他的人生產生重大影響，慶應3年3月他和伊東甲子太郎一同脫離新選組並且組成御陵衛士（高台寺黨）。慶應2年時，他做了什麼事沒有留下任何明確的資料，脫離新選組的當天，藤堂就開始前往美濃國出差。從那之後為了能夠利用那邊民兵的力量，於是藤堂在美濃國盡力與一位叫做水野彌太郎的俠客往來，還與這些御陵衛士的同志們一起隨行，率領他們以步行的方式從美濃走回來與御陵衛士合流。
御陵衛士時代也沒有殘留關於他行動的紀錄。似乎只有發生藤堂改名的事件，不過說不定是因為他害怕在新選組時代的風評會給同志的活動帶來不好的影響，所以才隱匿行蹤低調行動。御陵衛士的同志們在伊勢和關西地區等各種地方進行遊說，但卻沒有藤堂參與這些活動的紀錄。唯一一件記錄為他拜訪美濃的俠客水野彌太郎以及指揮教導三百名民兵的記錄。
慶應3年11月18日，藤堂在油小路遭新選組所斬殺（油小路事件）。
根據永倉新八的證述（新選組顛末記），在他前往油小路前，從近藤的口中聽到「要讓藤堂活下來」（一直到維新之後，才在明治後期的新聞中所報導，所以為後人創作的可能性相當高），所以永倉雖然留了一條能讓藤堂順利逃走的活路，但藤堂卻遭不知情的隊士三浦常三郎斬殺（也有異說。下面為顛末記所載，三浦對於在油小路殺死藤堂一事感到悔恨，自暴自棄因而自殺，不過根據永倉新八的同志連名記記載，三浦是在戊辰戰爭中的大阪近郊死亡）。依據子母澤寛的『新選組始末記』，藤堂雖然感受到永倉的心意，但由於拋棄不掉作為一馬當先先生的自尊心，加上無法對同伴見死不救，因此衝向戰鬥之中而遭三浦常三郎所殺。 
又有一個說法說是原本藤堂感受到永倉的心意而打算逃走，卻遭到三浦從後面斬殺。因為這個緣故，導致藤堂憤而應戰（因為從背後被砍殺是武士之恥，藤堂無法容忍）身受數刀而因此戰死。
根據事後的驗屍報告，藤堂是從額頭到鼻子被劈開、傷口長約21㎝、深度達6cm，大抵是當場死亡的狀態。墓碑上記載藤堂享年二十四歲。
其墓地位於戒光寺、同時被害的同志‧伊東甲子太郎、毛内監物、服部武雄等人也一同被埋葬在戒光寺當中。
「益荒男の七世をかけて誓ひてし　ことばたがはじ大君のため」 - 被認為是藤堂最後留下的辭世之句

## 生存説
根據昭和55年「歴史と旅」11月號中，由谷春男執筆的「油小路的藤堂平助」文章內，藤堂成功地在九死一生的包圍網下逃出。之後居住於橫濱(位置不明)，不知何故，亦或者是藤堂親戚的女兒出嫁到此的關係，據說他會時常到小田原的萬福寺遊玩。
在横濱，他與舊新選組隊士近藤芳助一起從事設置自來水水管的工程而賺了一筆錢。大正11年到12年間，據說在橫濱過世。而他的兒子似乎不知道他的父親就是昔日有名的藤堂平助。